# Jennings County
Jennings County är ett administrativt område i sydöstra Indiana, USA. År 2010 hade countyt 28 525 invånare (2010). Den administrativa huvudorten (county seat) är Vernon. 

## Geografi
Enligt United States Census Bureau så har countyt en total area på 980 km². 977 km² av den arean är land och 3 km² är vatten.   

### Angränsande countyn
- Decatur County - nord
- Ripley County - öst
- Jefferson County - sydost
- Scott County - syd
- Jackson County - väst
- Bartholomew County - nordväst

### Större orter
- Hanover - 2 800 invånare
- Madison - 12 000